# Charlotte Richardson
Charlotte Richardson o Charlotte Smith, poeta británica  (nació en York,  el 5 de marzo de 1775 - murió en Acomb, North Yorkshire el 26 de septiembre de 1825).

## Biografía
Desde 1790 asistió a la escuela básica Gray Coats en York. Trabajó como cocinera y sirvienta antes de casarse con un zapatero en 1802, pero dos años más tarde él murió de tuberculosis.
Su benefactora fue Catherine Cappe, que la conoció desde los cuatro años en la escuela, siendo su hermano el médico de la familia Richardson. Cappe estuvo involucrada con la educación en York. Cappe quedó impresionada por su poesía y organizó la publicación de Poemas en diferentes ocasiones . Escribió a The Gentleman's Magazine para asegurarse de que se compraran. Se vendieron más de 600 libros mediante suscripción,                                                                                                                                                                                                                                                                                                                                                                                                                                                                                                                                                                                                                                                                                                                                                        y una segunda impresión permitió a Richardson abrir una pequeña escuela. Se imprimió otra edición en Estados Unidos.
En 1809 la escuela se cerró y Richardson cayó enferma. Cappe publicó un segundo libro de poesía titulado Poemas compuestos principalmente durante la depresión de una enfermedad grave (1809).
Su poesía se refiere a sus pensamientos sobre la invasión francesa, la trata de esclavos y su lectura de Thomas Clarkson y Walter Scott .